# Cyr et Jean
Saints Cyr et Jean ( italien : Ciro e Giovanni ; arabe : أباكير ويوحنا (Abākīr wa-Yūḥannā) morts c. 304 ou 311 apr. J.-C., sont vénérés comme martyrs. Ils sont particulièrement vénérés par l'Église copte et surnommés les non-mercenaires miraculeux thaumatourgoi anargyroi) parce qu'ils guérissaient gratuitement les malades.
Leur fête conjointe est célébrée par les Coptes le sixième jour de Tobi, correspondant au 31 janvier, jour également observé par l'Église orthodoxe orientale ; ils sont commémorés à la même date dans le martyrologe romain. L'Église orthodoxe orientale célèbre également la découverte et translation de leurs reliques le 28 juin.

## Vie et historicité
La principale source d'informations concernant la vie, la passion et les miracles des saints Jean et Cyr est leur éloge écrit par Sophrone, patriarche de Jérusalem (mort en 638). Nous ne savons rien de la naissance, de la famille ou des premières années des saints. Selon le « Synaxarium » arabe, compilé par Michel, évêque d'Athribitanus et Malig, Cyr et Jean étaient tous deux Alexandrins ; ceci est cependant contredit par d'autres documents dans lesquels il est dit que Cyr était originaire d'Alexandrie et Jean d'Edesse.

## Cyr
Cyr pratiquait l'art de la médecine et possédait un atelier (ergasterium) qui fut ensuite transformé en temple (église) dédié à Ananias, Azarias et Misaël. Il s'occupa gratuitement des malades et en même temps travailla avec toute l'ardeur d'un apôtre de la foi, et conquit beaucoup de gens grâce à la superstition païenne. Il disait : « Celui qui veut éviter d’être malade doit s’abstenir du péché, car le péché est souvent la cause des maladies corporelles. »  Cette histoire se déroulait pendant le règne de l'empereur Dioclétien. Dénoncé au préfet de la ville il dut fuir en Arabie où il trouva refuge dans une ville proche de la mer appelée Tzoten. Là, après avoir reçu la tonsure et pris l'habit monastique, il abandonna la médecine et commença à mener une vie d'ascèse.

## Jean
Jean appartenait à l'armée, dans laquelle il occupait un rang élevé ; le « Synaxarium » (voir supra) ajoute qu'il était un familier de l'empereur. Ayant entendu parler de la vertu et des miracles accomplis par Cyr, il se rendit à Jérusalem pour accomplir un vœu, puis passa à Alexandrie puis en Arabie où il devint compagnon de Cyr dans sa vie ascétique.

## Martyre de Cyr et Jean

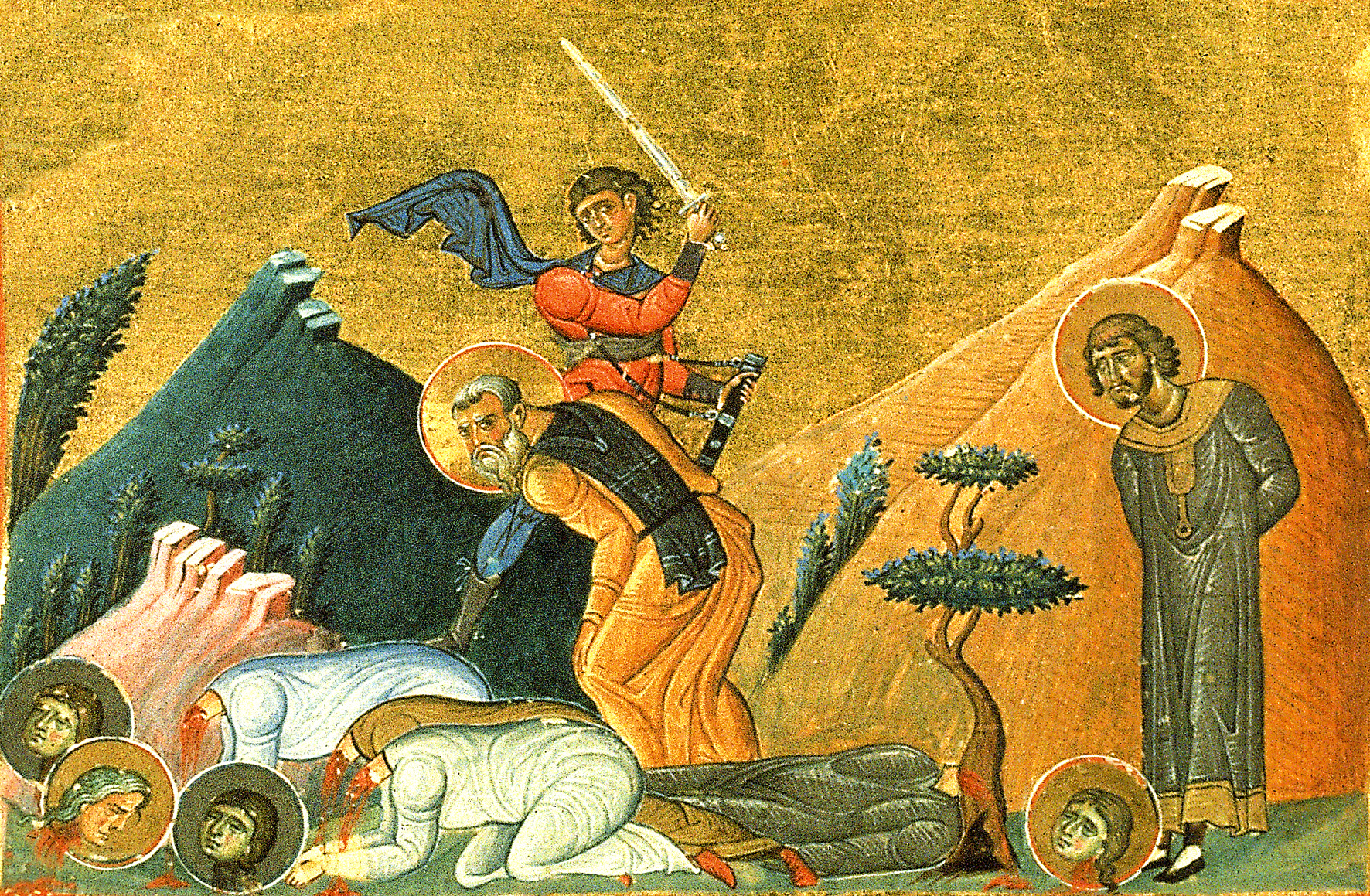
Miniature du Menologion de Basile II

Pendant la persécution de Dioclétien, trois vierges saintes, Théoctista (Theopista), quinze ans, Théodota (Theodora), treize ans, et Théodossia (Theodoxia), onze ans, ainsi que leur mère Athanasia, furent arrêtées à Canopus et emmenées à Alexandrie.
Cyr et Jean, craignant que ces jeunes filles, à cause de leur jeunesse, ne renient la foi au milieu des tourments, résolurent de se rendre à Alexandrie pour les réconforter et les soutenir dans leur martyre.
Ce fait ayant été révélé, ils furent également arrêtés et après de terribles tortures, ils furent tous décapités le 31 janvier.

## Vénération
Les corps des deux martyrs ont été déposés dans la cathédrale Saint-Marc d'Alexandrie.
À l'époque de saint Cyrille, patriarche d'Alexandrie (412-444), il existait à Menuthis près de Canopus et de l'actuel Abu Qir, un temple païen réputé pour ses oracles et ses guérisons qui attirait même quelques simples chrétiens des alentours.
Saint Cyrille crut extirper ce culte idolâtre en établissant dans cette ville le culte des saints Cyr et Jean. À cet effet, il déplaça leurs reliques (28 juin 414) et les plaça dans l'église construite par son prédécesseur Théophile, en l'honneur des quatre Évangélistes.
Avant la découverte et le transfert des reliques opéré par saint Cyrille, il semble que les noms des deux saints aient été inconnus ; on ne dispose d'aucune trace écrite les concernant avant cette date.
Un manuscrit des archives de la diaconie de Santa Maria in Via Lata cité par Antonio Bosio rapporte qu'au Ve siècle, pendant le pontificat du pape Innocent Ier, leurs reliques furent amenées à Rome par les moines Grimaldus et Arnulfus.
Le cardinal Angelo Mai, cependant, pour des raisons historiques, attribue à juste titre une date ultérieure, à savoir 634, sous le pape Honorius Ier et l'empereur Héraclius (Spicilegium Rom., III, V).
Les reliques ont été placées dans l'église suburbaine de Santa Passera (une corruption linguistique de « Abbas Cyrus ») sur la Via Portuense. Au temps d'Antonio Bosio, les images des deux saints étaient encore visibles dans cette église. Sur la porte de l'hypogée qui subsiste, se trouve l'inscription suivante gravée dans le marbre :
Corpora sancta Cyri renitent hic atque Joannis
Quæ quondam Romæ dedit Alexandria magna
Leur tombeau est devenu un sanctuaire et un lieu de pèlerinage. En Copte, le nom de Cyr devint Difnar, Apakiri, Apakyri, Apakyr ; en arabe, ' Abaqir, 'Abuqir. La ville d'Abou Qir, aujourd'hui banlieue d'Alexandrie, porte son nom.
À Rome, trois églises furent dédiées à ces martyrs, Abbas Cyrus de Militiis, Abbas Cyrus de Valeriis et Abbas Cyrus ad Elephantum, toutes transformées ensuite par la prononciation vulgaire en S. Passera, corruption d'Abbas Cyrus.
Dans l'Église orthodoxe orientale et dans les Églises catholiques orientales qui suivent le rite byzantin, Cyr et Jean font partie des saints commémorés lors de la liturgie de préparation à la Divine Liturgie.